# Cão guardião de gado

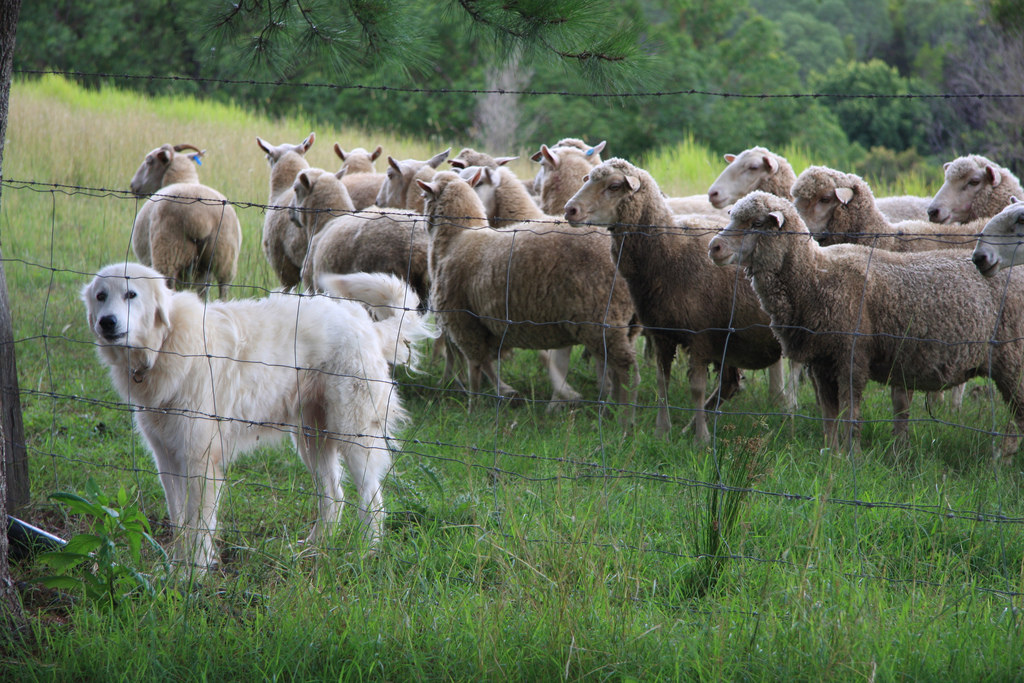
Um CGG da raça Pastor-maremano-abruzês, protegendo seu rebanho de ovelhas na Austrália.

Um cão guardião de gado (CGG) (em inglês:  livestock guardian dog - LGD), cão de proteção de rebanho (CPR) ou cão de guarda do rebanho (CGR) é um tipo de cão (geralmente molosso) cuja finalidade é proteger rebanhos (seja gado ovino, caprino, bovino, etc) contra predadores (sejam lobos, cães ferais, ursos, etc) em tempo integral.
Não se deve confundir cães guardiões de gado com cães de pastoreio, que normalmente são usados para gerenciar a lida com o rebanho, ajudando com o trânsito e controle deste animais, como por exemplo o Boiadeiro Australiano, Border Colie, Ovelheiro Gaúcho ou o Pastor-da-Mantiqueira.
Pequenas matilhas de cães guardiões de gado se mantém em tempo integral (24 horas) de forma independente com o grupo de animais que se pretende proteger, participando como membros do rebanho. Sua capacidade de guardar o rebanho é essencialmente instintiva pelo fato do cão estar ligado a estes animais a partir de uma determinada idade quando jovem e observar os cães mais velhos. Ao contrário de cães de pastoreio que controlam o movimento da manada, CGGs se misturam a ela, atentos a eventuais intrusos a partir do rebanho. A mera presença de um cão guardião é geralmente suficiente para afastar os predadores e eles vão enfrentar as ameaças por intimidação vocal, latindo e exibindo muito comportamento agressivo. O cão poderá atacar ou lutar com um predador se não for possível o afastar por meio da intimidação. Os cães guardiões de gado podem ativamente observar o movimento dos predadores e agir preventivamente para tentar os intimidar e afastar.

## História
O uso de cães de proteção ao rebanho se originou há mais de 2000 anos, com a sua utilização sendo registrada no ano de 150 a.C., em Roma. Tanto Aristóteles em seu livro História dos Animais como Virgílio no seu livro Geórgicas mencionam o uso de cães de proteção ao rebanho pelos molossos na antiga região de Epiro. Muitos dos modernos cães de proteção ao rebanho provavelmente são descendentes do extinto cão molosso que era a raça usada pelos molossos.

## Treinamento

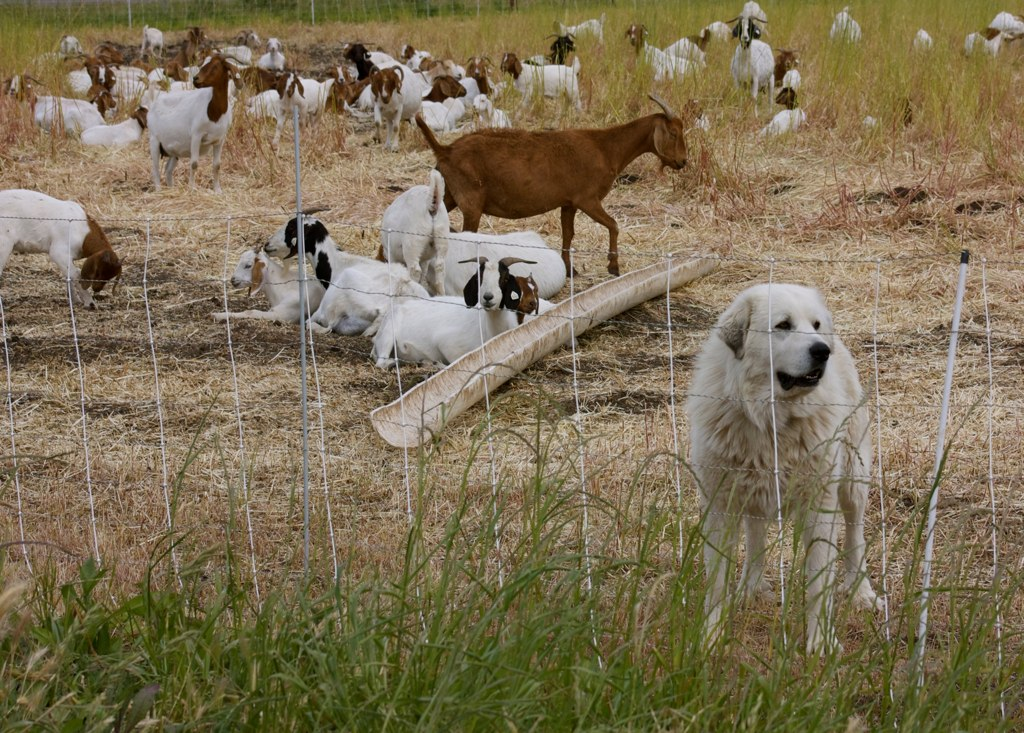
Um cão de montanha dos Pirenéus com um rebanho de cabras.

Os cães são introduzidos no rebanho ainda filhotes, para que neles fique fixada (imprinting) na sua rotina de vida a convivência diária e constante com os animais do rebanho, enxergando-se como parte da manada e grupo grupo a ser protegido, não como presas. Especialistas recomendam que os filhotes comecem a viver com o rebanho entre 4 a 5 semanas de idade. Esta convivência é planejada para ser em grande parte olfativa e ocorre entre 3 e 16 semanas de idade. De acordo com uma parte dos criadores de cães guardiões de gado, existem muitos mitos para as pessoas ocidentais sobre a formação de cães de proteção ao rebanho, particularmente, a própria ideia incorreta de que o contato humano deve ser mantido a um mínimo. Eles defendem que o treinamento requer uma rotina diária no tratamento e gerenciamento dos cães e do rebanho, de preferência a partir do nascimento. Um cão de proteção não é considerado confiável até que ele atinja, no mínimo, 2 anos de idade. Até esta idade a supervisão, a orientação e a correção são necessárias para ensinar ao cão as habilidades e as regras que necessita para fazer seu trabalho. Cães mais velhos que já estão habituados a este tipo de função ajudam bastante na formação de cães mais jovens, simplificando este processo consideravelmente. Por outro lado, uma outra maneira de treinar cães para esta função que diverge da anterior, segundo alguns criadores, é colocar o filhote recém desmamado por no mínimo 3 meses em contato total com alguns animais do rebanho (de preferência com animais permanentes, ou seja, que não serão abatidos ou vendidos) em algum recinto com quase nenhum contato humano (apenas colocando comida e água sem carinhos no animal), após este período o cachorro terá fixado (imprinting) em seu comportamento que aqueles animais não são hostis e são parte da sua matilha. Durante o treinamento e após o cão estar treinado, o contato deve ser bem neutro, o cão não deve ser tratado como se fosse um cão qualquer, não devem ser feitas brincadeiras, não deve receber carinho (contato físico somente se extremamente necessário para tratar doença ou ferimentos, por exemplo) e não deve receber nomes.
Na Namíbia , no sudoeste da África, Pastores-da-Anatólia são utilizados para proteger rebanhos de cabras de chitas e normalmente são colocados entre elas com sete e oito semanas de idade. Antes da utilização de cães ser implementada, agricultores pobres da Namíbia muitas vezes entravam em conflito com os chitas; com o Pastor-da-Anatólia, no geral, são capazes de expulsar estes felinos com seus latidos e exibições de agressão diminuindo muito o conflito entre estes animais e os seres humanos.

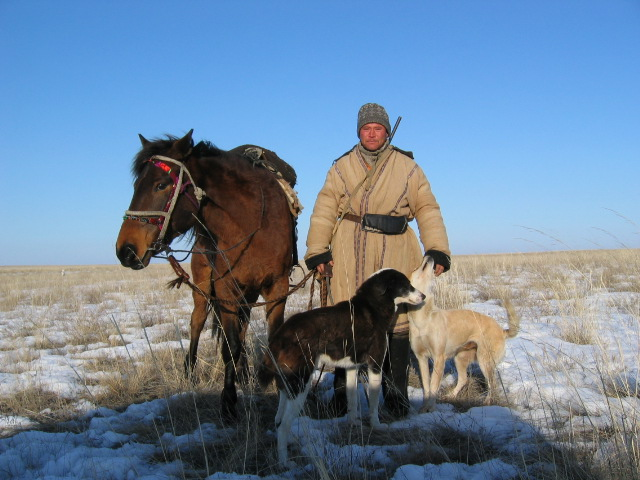
Pastor Cazaque: seu cavalo e seus cachorros servem, primariamente, pra função de proteção das ovelhas dos predadores.

Os CGGs são geralmente cães de grande porte e protetores, o que pode os tornar menos atraentes para áreas urbanas ou mesmo suburbanas. No entanto, apesar de seu tamanho, eles podem ser gentis, serem bons cães de companhia e muitas vezes são protetores para as crianças. Se introduzido na família como filhote, a maioria deles é tão protetor de sua família quanto um cão de proteção que trabalha em seu rebanho. De fato, em algumas comunidades onde cães guardiões de gado são uma tradição, o menor cão de uma ninhada muitas vezes é dado como um animal doméstico ou simplesmente é mantido como um cão da localidade sem um único dono.
Devem ser colocados preferencialmente dois cães juntos ao rebanho ou manada, pois assim fica mais fácil a vigia - podendo se ajudar mutuamente em caso de perigo, alternar-se na vigilância se necessário e substituir-se em caso de ferimentos, doenças ou morte de um deles - evitando ao máximo deixar os animais desprotegidos. Se os predadores são escassos, um cão pode ser suficiente, embora a maioria das vezes e o recomendado seja de pelo menos dois cães. Grandes rebanhos e grandes predadores vão exigir mais cães, dependendo, ainda, do tipo e do número de predadores, além da intensidade da predação. Deve-se levar em consideração, inclusive, o porte dos cães e seus comuns predadores da região, pois raças de menor porte, como o caso da raça Pastor-maremano-abruzês, por mais coragem que tenham, podem não ser suficientes para intimidar os predadores de maior porte. Para complementar, deve-se levar em conta o custo-benefício de se manter muitos ou poucos cães, se cães maiores ou menores, pois quanto maior a quantidade de cães ou quanto maior for o seu porte, mais alimento necessitam para uma nutrição adequada, também deve ser observada a resistência da raça para o clima local, pois um raça mais adaptada para clima frio e peluda pode não ser adequada para um local de muito calor. Tanto o macho como a fêmea se provaram ser igualmente eficazes na proteção dos animais.
As três qualidades mais procuradas em CGGs são a confiança, a atenção e a proteção - a confiança de que eles não irão se afastar e nem serão agressivos com o rebanho, a atenção de que eles estão totalmente cientes das ameaças por parte de predadores e a proteção de que eles vão tentar repelir os predadores. Cães, sendo animais sociais com diferentes personalidades, vão assumir diferentes papéis com o rebanho e entre si: a maioria seguindo por perto a manada, outros tendem a seguir o pastor ou fazendeiro quando estiver um presente, e alguns observando e seguindo um pouco mais distante o rebanho. Estes diferentes papéis são muitas vezes complementares em termos de proteção da manada, e os mais experientes fazendeiros e pastores, às vezes, estimulam essas diferenças para ajustes na socialização e técnica, de modo a aumentar a eficácia da proteção do seu grupo de cães em encontros específicos das ameaças dos predadores. cães que seguem bem próximos do rebanho servem para garantir uma reação imediata se ocorrer um ataque de predador, enquanto outros que patrulham nos limites da manada estão em uma posição para delimitar e intimidar os atacantes a uma distância segura dos animais. Os cães que são mais atentos tendem a alertar aqueles que são mais passivos.
Enquanto CGGs são conhecidos por lutar até a morte com os predadores se necessário, na maioria dos casos os ataques são impedidos por uma exibição de agressividade. tais cães são conhecidos por repelir predadores que fisicamente não seriam páreos, como ursos e até leões. Com a reintrodução de predadores em habitats naturais na Europa e América do Norte, os ambientalistas têm vindo a apreciar eles porque eles permitem que animais como ovelhas ou vacas possam coexistir com os predadores, no mesmo habitat ou nas proximidades. Ao contrário das armadilhas e do envenenamento, cães guardiões de gado raramente matam predadores; em vez disso, seus comportamentos agressivos e a constante marcação de seus territórios por meio de urina ou fezes tendem a condicionar os predadores a buscarem presas desprotegidas. Na Itália no parque nacional Gran Sasso, onde os cães e lobos têm coexistido durante séculos, os lobos mais velhos e experientes parecem "saber" da proteção que tais rebanhos tem e e os deixam em paz.

## Análise de predadores por continente

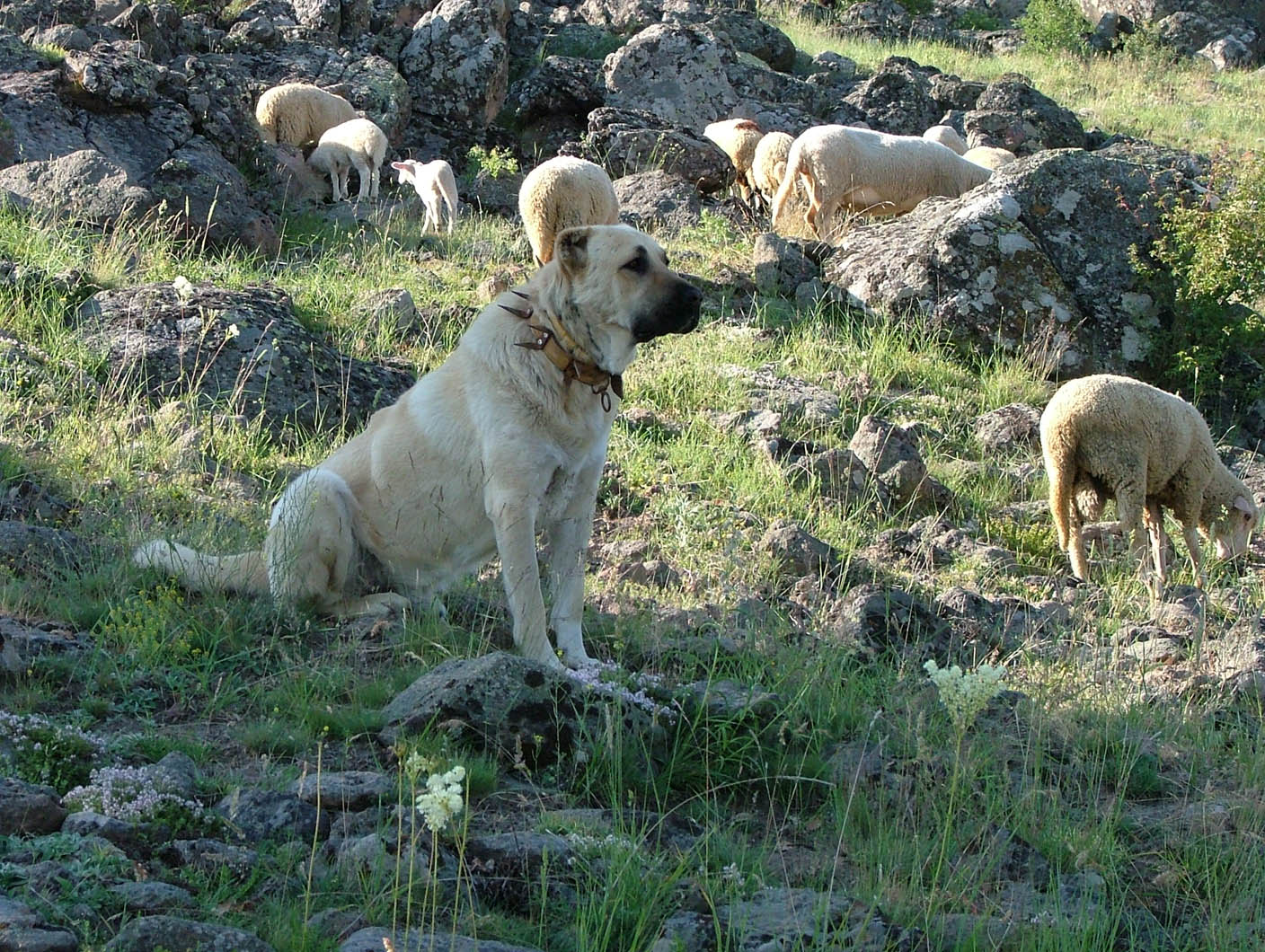
Um Kangal cuidando do rebanho que lhe é confiada a segurança. Este é um CGG bastante utilizado na região do cáucaso e no oriente médio. É um cão de grande porte e muito imponente, os lobos costumam respeitar bastante a presença destes animais, mas encontros fatais para estes cães não é incomum se o número deles for insuficiente para intimidar um grupo grande de lobos.

A grande maioria dos predadores que costumam dar prejuízo aos rebanhos são canídeos (cães, lobos e raposas), felídeos (onças, leões, etc) e ursídeos (ursos em geral). Suídeos de alimentação onívora podem também causar prejuízo, mas normalmente estes animais causam muito mais problemas na agricultura sendo o javali como espécie invasora introduzida pelo ser humano na América causadora, também, de muitos danos a fauna e flora silvestre local. Aves de rapina de maior porte são predadores que costuma causar poucos prejuízos comparadas a outros tipos, normalmente atacam animais menores como cordeiros recém nascidos ou com poucos dias de vida. Há a possibilidade de mustelídeos terrestres de maior porte, como o glutão ou o ratel, atacarem a criação por pertencerem a este grupo de predadores carnívoros, mas possivelmente são ataques extremamente raros. De acordo com a localização geográfica é mais fácil ou mais difícil defender os animais de rebanho dos predadores, sendo ela um fator importante que deve ser levado em conta na hora de planejar o uso de CGGs efetivamente para evitar prejuízos. Os animais mais perigosos para o rebanho em qualquer continente são os gregários, pois atacam em números o rebanho e muitas vezes matam vários animais para alimentar todo o grupo. Estes animais podem atacar um rebanho protegido por poucos CGGs, matando e devorando, inclusive, os próprios CGGs (até mesmo lobos os comem) e em seguida matando a manada. Dependendo do local, para manter o rebanho seguro, pode ser necessário vários cães para ter força intimidatória suficiente para prevenir ataques. Os outros predadores que são geralmente solitários como os grandes felinos não oferecem grandes riscos ao rebanho, uma vez que quando atacam normalmente matam apenas um animal. Por esta característica uma menor quantia de CGGs normalmente é suficiente para os intimidar, pois tais predadores não costumam se arriscar sem real necessidade ou certos do sucesso, pois um confronto de um único animal contra vários cães (se não o levar a óbito) pode causar algum tipo de ferimento que o lesione podendo prejudicar sua sobrevivência no ambiente natural (temporariamente ou permanentemente) ou causar sua morte por meio de infecções.
- África: é um continente com muitos predadores naturais com leões, leopardos, guepardos, hienas-malhadas, hienas-riscadas, hienas-castanhas e cães-selvagens-africanos (Mabeco), porém não existem ursos na África. Os mais perigosos animais para rebanhos são os animais gregários como leões, hienas-malhadas e cães-selvagens-africanos. Guepardos podem se associar para caçar em grupos. CGGs de maior porte são os recomendados.
- América do norte: possui predadores como lobos cinzentos, coiotes, ursos-pardos ou negros e onça-parda - mais raramente ao sul onça-pintada no México ou sul dos EUA. Os mais perigosos predadores são os lobos que organizados em grandes matilhas podem atacar o rebanho. Os coiotes, ocasionalmente, também podem se organizar em matilhas temporárias e atacar as criações. CGGs de maior porte são os recomendados.
- América do sul e América central: são regiões mais "tranquilas" para criação animal. O único urso existente é o urso de óculos, que é muito menor que seus parentes da América do norte, vivem em uma área muito restrita (estão em risco de extinção) e sua dieta é predominantemente 95% herbívora. Não possui lobos cinzentos, sendo que os canídeos sul-americanos costumam ser pequenos (exceto o Lobo-guará) e o único que é gregário é o cachorro-vinagre que dificilmente oferece grandes riscos ao rebanho. Os maiores perigos existentes são os grandes felinos solitários como onça-pintada e a onça-parda. CGGs de maior porte são os recomendados, pois mesmo existindo apenas onças, os cães de maior porte conseguem intimidar estes animais, já cães de menor porte podem virar, inclusive, alimento para a onça com facilidade.[31]
- Ásia: possui predadores como lobos de várias subespécies que variam de tamanho e de hábitos, o cão-selvagem-asiático, algumas espécies de ursos, tigres, guepardos, leopardos, hienas-riscadas e em alguns lugares de maneira muito restrita o leão-asiático que está em risco de extinção. Os mais perigosos predadores são os lobos ou cães selvagens que organizados em grandes matilhas podem atacar o rebanho. CGGs de maior porte são os recomendados.
- Europa: possui predadores como os lobos cinzentos e o urso pardo - não existem grandes felinos neste continente, pois ao menos o leão-europeu foi extinto há muito tempo pela ação humana. Os mais perigosos predadores são os lobos que organizados em grandes matilhas podem atacar o rebanho. O tamanho da subespécie de lobo vai variar, por exemplo, o lobo-ibérico costuma ter um tamanho menor comparado com seus parentes mais ao norte. CGGs de maior porte são os recomendados.
- Oceania: o principal predador na Austrália e em outros países da Oceania são cães do tipo dingo e suas variações, visto que na Austrália, especificamente, o Lobo-da-Tazmânia que foi por muito tempo o principal predador daquele local e de rebanhos foi extinto por ação humana. Os dingos normalmente são animais solitários, porém podem se organizar em matilhas e atacar um rebanho, mas não é um animal que organiza matilhas muito grandes ou duradouras, muitas vezes são grupos de apenas quatro animais que se associam temporariamente para obter uma presa. Deste modo estes predadores geralmente são intimidados mais facilmente e não oferecem grandes riscos com menores quantidades de cães. CGGs de porte médio no mínimo são recomendados.
- Cães ferais ou vadios: em todos os lugares cães ferais[32] (cães em estado semi-selvagem) ou cães vadios (cães domésticos da região que vivem perambulando por locais diferentes) são um dos principais motivos de mortes de criações animais de produtores no mundo todo, indo da criação de aves a de rebanhos, dependendo do caso são os animais que mais causam prejuízos, mais até mesmo que doenças ou predadores naturais. Estes cães causam diversos prejuízos à pecuária pelo fato de que muitas vezes matam diversos animais sem critérios, simplesmente pela emoção do instinto de caça, na maioria das vezes não se alimentando ou se alimentando pouco deles - podendo estes ataques se repetirem por dias se não forem tomadas medidas protetivas. Normalmente poucos CGGs de porte médio são suficientes para intimidar tais cães, visto que, mesmo em matilhas, eles não tem o nível de organização nem a expertise dos lobos, além do que os grupos costumam ser muito heterogêneos com cães de portes diferentes e temperamento variado, indo de cães muito valentes a outros extremamente acovardados. Mas se na região além destes cães existirem outros predadores de grande porte, CGGs de maior porte são os recomendados.
- Predadores de pequeno porte: canídeos de pequeno porte como raposas, pseudo-raposas, chacais e canideos sul americanos[33][34] como o cachorro-vinagre, cachorro-do-mato, graxaim-do-campo, etc.; ou felídeos de pequeno porte como o lince, jaguatirica, serval, etc; podem atacar filhotes de animais pequenos como ovelhas ou cabras. Se na região for o único tipo de predador que existe e que dá prejuízos a criação, CGGs de porte menor são suficientes.

## Lista de raças guardiãs de gado especializadas

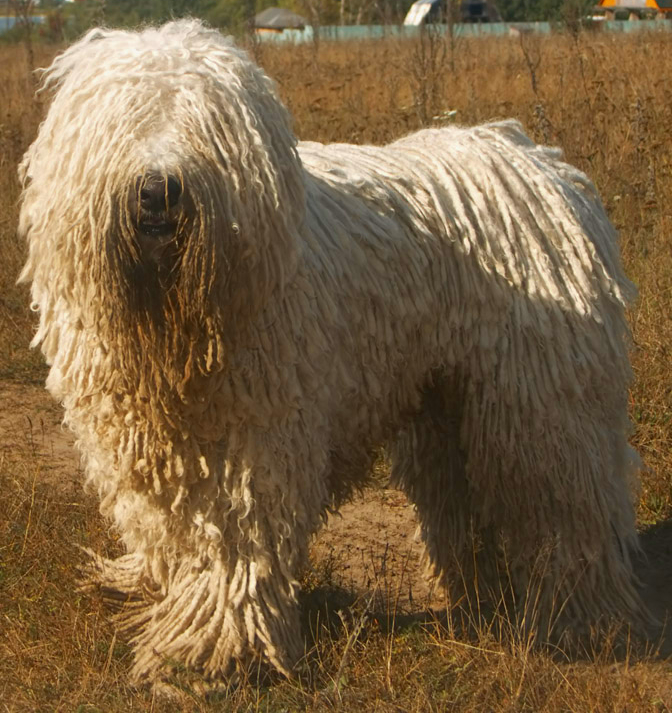
O Komondor é um CGG muito especializado, sua capacidade de guarda de rebanho é essencialmente instintiva e sua aparência o ajuda a se manter camuflado entre ovelhas lanadas.

Existem muitas raças de CGGs, muitas das quais são pouco conhecidas fora das regiões em que elas desempenham suas funções. Todas as raças especializadas têm em comum o forte instinto de defesa e instinto de caça baixo o suficiente para não oferecerem riscos ao próprio rebanho. Existem raças consideradas altamente especializadas por apresentarem alguma característica ou outra considerada mais vantajosa para proteção do rebanho. Algumas raças especializadas de cães protetores de rebanho incluem:
- Akbash
- Alabai
- Cão da Serra da Estrela
- Cão de Castro Laboreiro
- Cão de gado transmontano
- Cão de montanha dos Pirenéus
- Cuvac eslovaco
- Kangal
- Komodor
- Kuvasz
- Mastim turco
- Mastim dos Pirenéus
- Mastim espanhol
- Mastim tibetano
- Old english sheepdog
- Pastor americano miniatura
- Pastor-bergamasco
- Pastor-da-anatólia
- Pastor-de-tatra
- Pastor-de-brie
- Pastor-maremano-abruzês
- Pastor-da-geórgia
- Rafeiro do Alentejo

## Lista de raças protetoras de rebanho não especializadas

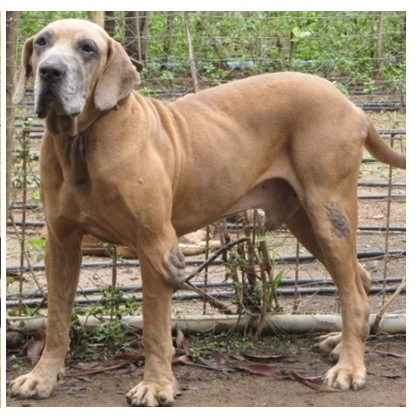
O Original fila brasileiro e seus respectivos ancestrais, nos séculos 18 e 19, eram bastante usados na lida com o gado e na proteção do mesmo contra ataques de grandes felinos como Onça-parda e Onça-pintada. Ainda hoje pode exercer esta função se selecionados filhotes com baixo instinto de caça e se devidamente treinados. Normalmente cães Filas de fazenda possuem impulso de caça reduzido, pois necessitam conviver pacificamente com os animais do local

Algumas raças de cães atuais foram usadas em algum momento na função primária ou secundária de proteção ao rebanho ao longo de sua história. No entanto, a criação moderna delas hoje não as aproveita ou quase não as aproveita mais como CGG. Entre elas há aquelas que foram selecionadas, no decorrer de várias décadas, para função de companhia ou que tiveram sua função direcionada exclusivamente para a guarda existindo um cruzamento intencional para desenvolver um impulso de caça maior nos exemplares destas raças, que é uma característica muito desejável para um cão de guarda. Estes cães de guarda, em sua maioria, hoje possuem um drive de presa elevado e já não são tão recomendados para serem CGG. Porém com a escolha de filhotes de pais que comprovadamente são usados na proteção ao rebanho ou na escolha de filhotes com menor instinto de caça as chances de funcionarem como CGG são muito maiores, devendo ainda sim serem treinados, testados, analisados e selecionados. Algumas destas raças são:
- Boiadeiro de Appenzell
- Boiadeiro de Berna
- Boiadeiro de Entlebuch
- Boiadeiro da Flandres
- Cão de Fila de São Miguel
- Grande boiadeiro suíço
- Original fila brasileiro
- Pastor-alemão
- Pastor-belga
- Pastor-de-beauce
- Pastor-holandês
- Rottweiler
- Schipperke